# Tridax oligantha
Tridax oligantha là một loài thực vật có hoa trong họ Cúc. Loài này được C.E.Anderson & Beaman miêu tả khoa học đầu tiên năm 1968.